# Кладенец (Хасковская область)
Кладенец (болг. Кладенец) — село в Болгарии. Находится в Хасковской области, входит в общину Стамболово. Население составляет 77 человек.
По болг. кладенец означает колодец.

## Политическая ситуация
Кмет (мэр) общины Стамболово — Гюнер Фариз Сербест (Движение за права и свободы (ДПС)) по результатам выборов в правление общины.